# Geir Sverrisson
Geir Sverrisson es un deportista islandés que compitió en natación adaptada y atletismo adaptado. Ganó seis medallas en los Juegos Paralímpicos de Verano entre los años 1988 y 1996.

## Palmarés internacional
| Juegos Paralímpicos | Juegos Paralímpicos  | Juegos Paralímpicos | Juegos Paralímpicos |
| Año                 | Lugar                | Medalla             | Prueba              |
| ------------------- | -------------------- | ------------------- | ------------------- |
| 1988                | Seúl (Corea del Sur) | Medalla de plata    | 100 m braza A8      |
| 1992                | Barcelona (España)   | Medalla de oro      | 100 m braza SB9     |

| Juegos Paralímpicos | Juegos Paralímpicos      | Juegos Paralímpicos | Juegos Paralímpicos |
| Año                 | Lugar                    | Medalla             | Prueba              |
| ------------------- | ------------------------ | ------------------- | ------------------- |
| 1992                | Barcelona (España)       | Medalla de bronce   | 100 m TS4           |
| 1996                | Atlanta (Estados Unidos) | Medalla de plata    | 100 m T45-46        |
| 1996                | Atlanta (Estados Unidos) | Medalla de plata    | 200 m T45-46        |
| 1996                | Atlanta (Estados Unidos) | Medalla de plata    | 400 m T42-46        |